# Apothechyla carbo
Apothechyla carbo is een vliegensoort uit de familie van de roofvliegen (Asilidae). De wetenschappelijke naam van de soort is voor het eerst geldig gepubliceerd in 1851 door Walker.